# Премия Шееле
Премия Шееле (швед. Scheelepriset) — научная награда Шведской академии фармацевтических наук. Премия названа в честь фармацевта и химика Карла Вильгельма Шееле (1742—1786) и была учреждена в 1961 году. Изначально вручалась ежегодно, но с 2001 года вручается раз в два года. Премия присуждается «особенно известному и международно прославленному учёному-фармацевту». Размер премии составляет 200 000 шведских крон.
Раз в два года, в ноябре, одновременно с церемонией вручения премии проходит Симпозиум Шееле по темам, представляющим интерес для лауреата.

## Лауреаты
- 1961 — Frank L. Rose[англ.]
- 1962 — Frank P. Doyle[англ.]
- 1963 — Robert Schwyzer[нем.]
- 1964 — Льюис Хастингс Саретт[англ.]
- 1965 — Пол Янссен
- 1966 — премия не вручалась
- 1967 — Бернард Броди[англ.]
- 1968 — Arnold H. Beckett[англ.]
- 1969 — Takeru Higuchi[англ.]
- 1970 — Norman J. Harper
- 1971 — Альберт Хофман
- 1972 — Карл Джерасси
- 1973 — Harold N. MacFarland
- 1974 — Эверхадус Якобус Арьёнс[англ.]
- 1975 — Эдвард Пенли Абрахам
- 1976 — Evan C. Horning[нем.]
- 1977 — Ханс Костерлиц[англ.]
- 1978 — Sidney Riegelman
- 1979 — Peter Speiser
- 1980 — Harri R. Nevanlinna[фин.]
- 1981 — George K. Aghajanian[англ.]
- 1982 — Чарльз Вайсман[англ.]
- 1983 — Джеймс Уайт Блэк
- 1984 — Malcolm Rowland
- 1985 — Стэнли Стюарт Дэвис[англ.]
- 1986 — Люк Монтанье
- 1987 — Roland W. Frei
- 1988 — Дэвид Геддел[англ.]
- 1989 — Dennis V. Parke
- 1990 — Gerhard Levy
- 1991 — Карл Барри Шарплесс
- 1992 — Кодзи Наканиси[англ.]
- 1993 — Alexander T. Florence
- 1994 — Грег Уинтер
- 1995 — Patrik J. Hendra
- 1996 — Gordon L. Amidon
- 1997 — Julian E. Davies[англ.]
- 1998 — Albert I. Wertheimer
- 1999 — Джон Дейли[англ.]
- 2000 — Douwe D. Breimer[англ.]
- 2001 — Эндрю Уилли[англ.]
- 2003 — Jonathan A. Ellman[нем.]
- 2005 — Jan van der Greef
- 2007 — Mathias Uhlén[англ.]
- 2009 — Деннис Слэмон
- 2011 — Kathleen Giacomini[англ.]
- 2013 — Garret A. FitzGerald[англ.][4]
- 2015 — Роберт Лэнджер[5]
- 2017 — Чарльз Сойерс[6]
- 2019 — Эмманюэль Шарпантье